# Ted Koppel
Ted Koppel, né le 8 février 1940 à Nelson dans le  Lancashire (Angleterre), est un animateur de télévision américain.

## Biographie
Ses parents doivent fuir les persécutions antisémites de l'Allemagne nazie. Il obtient un bachelor of arts à l'université de Syracuse et un master of arts à l'université Stanford.
Engagé par le réseau ABC en 1963, il devient l'animateur principal de l'émission Nightline en 1980. Il gardera ce poste jusqu'au 22 novembre 2005. 
Ayant réalisé de nombreuses entrevues, il est également le père de la journaliste de CNN Andrea Koppel. Bien connu aux États-Unis, il parle quatre langues : l'allemand, l'anglais, le français et le russe.
Koppel est le récipiendaire d'un nombre de prix : 40 Emmy Awards, 8 George Foster Peabody Awards, 10 duPont-Columbia Awards et deux George Polk Awards, parmi d'autres.

## Vie personnelle
Koppel est marié à Grace Anne Dorney. Il est devenu citoyen naturalisé des États-Unis en 1963. 